# Aki (Album)
AKI ist ein Jazzalbum von Lucia Cadotsch. Die 2022 in den Hansa Studios Berlin entstandenen Aufnahmen erschienen 2023 auf Heartcore/The Orchard-Bertus.

## Hintergrund
Zu Cadotsch gesellen sich der Keyboarder Kit Downes (der in dieser Session neben Orgel auch Piano spielt), der Bassist Phil Donkin, der Schlagzeuger James Maddren und der Gitarrist Kurt Rosenwinkel, der auf zwei Tracks zu Gast ist.
Die meisten Kompositionen auf ihrem neuen Album hat Lucia Cadotsch zusammen mit den Musikern der Band und auch mit dem Saxophonisten Wanja Slavin geschrieben, mit dem sie in ihrem großen Ensemble Liun & The Science Fiction Orchestra zusammenarbeitet. Die Texte allerdings stammen alle von ihr.

## Titelliste
- Lucia Cadotsch: AKI (Heartcore/The Orchard-Bertus) (CDHCR21)[1]

1. I Won’t (James Maddren, Kit Downes, Lucia Cadotsch, Dexter Francis Mason) 2:00
2. Bitter Long Lying Leisure (James Maddren, Kit Downes, Phil Donkin, Lucia Cadotsch) 5:54
3. Brother II (Kit Downes, Lucia Cadotsch) 4:41
4. Secedas (Kit Downes, Lucia Cadotsch) 4:14
5. No Apology (Kit Downes, Dexter Francis Mason, Lucia Cadotsch) 1:41
6. Medusa’s Champagne (Wanja Slavin, Lucia Cadotsch) 4:29
7. Ballad of the Drowned Girl (Kurt Weill, Bertolt Brecht) 3:05
8. O One (Kit Downes, Lucia Cadotsch) 3:29
9. Lily of the Nile (Wanja Slavin, Lucia Cadotsch) 3:51
10. Naked and Numb (Phil Donkin, Lucia Cadotsch) 3:13

## Rezeption

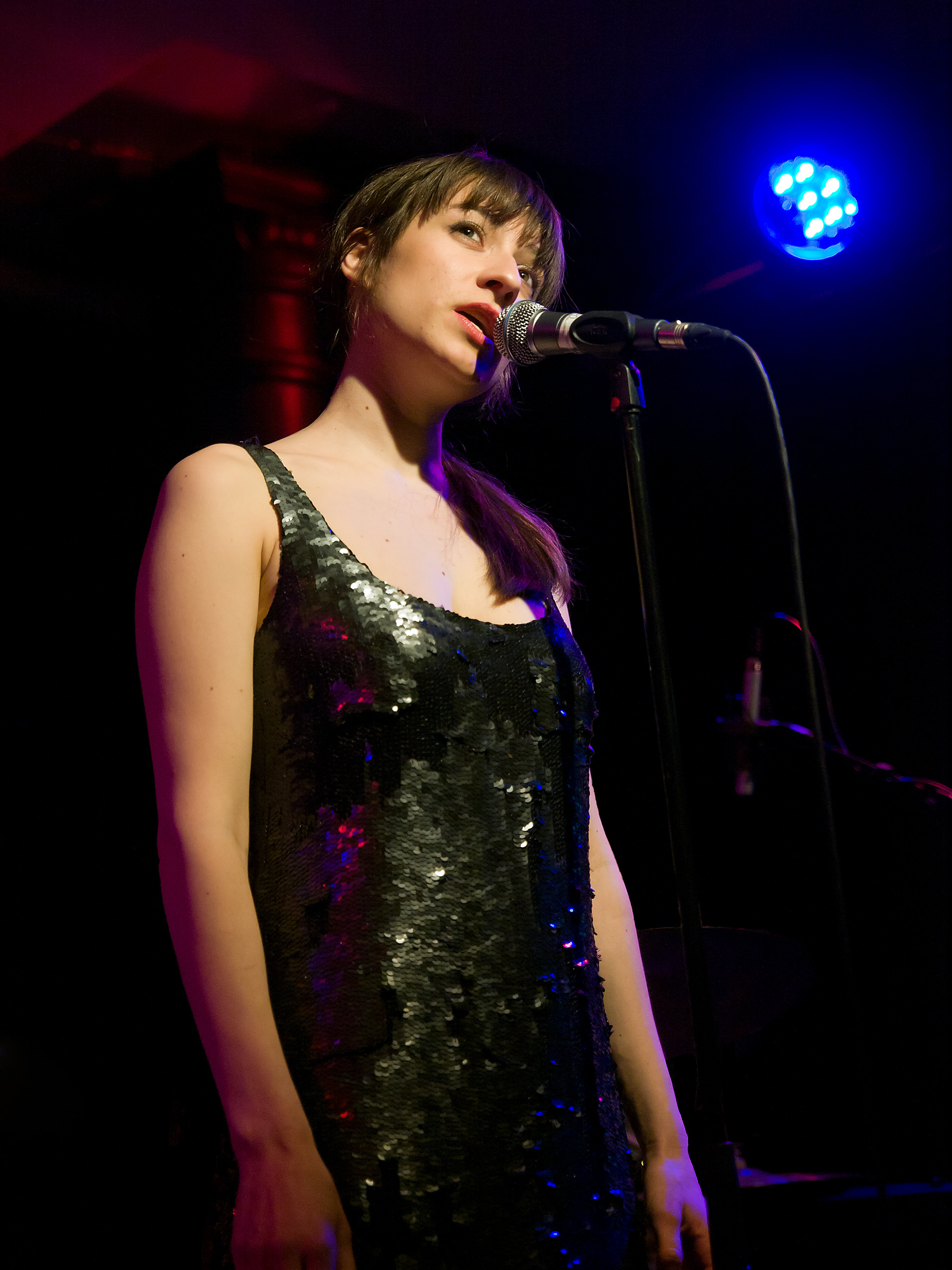
Lucia Cadotsch in der Münchner Unterfahrt 2011

Die vielleicht fesselndste Qualität der Musik von Lucia Cadotsch sei die Art und Weise, wie die spontane, lockere Darbietung der Sängerin eine Atmosphäre brodelnder Stimmung hervorrufe, urteilte Dave Sumner (Bandcamp). Nur mit einer gebogenen Phrase, einer gestaffelten Wortbetonung und einem langsamen Tonfluss bringe Cadotsch einen Song wie verrückt zum Klingen. Diese Methode habe sie mit großem Erfolg auf ihrer 2017 erschienenen Veröffentlichung Speak Low eingesetzt, bei der Jazzstandards frischen Wind bekamen, und sie setze sich auch auf ihrem Album Aki fort.
Das musikalische Geschehen finde meist in spröden Dämmerzuständen statt, schrieb Josef Engels in Rondo. Etwa im „manisch-depressiven Fegefeuer zwischen somnambuler Weltverlorenheit und plötzlicher Aufgekratztheit“ wie im Einstieg „I Won’t“, wo auf Cadotschs vernebelt vorgetragene Strophe ein Piano-Motiv in hohem Tempo folge. Oder in dem spukhaften „Secedas“, das mit seinen Geisterchören und seinem schleichenden Beat auch einem Michael Wollny sehr gefallen dürfte. Das „finstere Herz“ des Albums sei seine einzige Fremdkomposition: Brechts/Weills „Vom ertrunkenen Mädchen“ in seiner englischen Fassung „Ballad of the Drowned Girl“. Da werde Cadotschs Stimme von Donkins algenhaft fließenden Basslinien umrankt und allmählich in die Tiefe gezogen wie der besungene Frauenkörper.
Cadotschs Texte sind Reflexionen über persönliche Erfahrungen – über Rollenzuweisungen und deren Überwindung etwa, meinte Beate Sampson, die Aki bei BR-Klassik als „Album des Monats“ präsentierte. Bisweilen schlüpfe sie dabei auch in die Perspektive weiblicher Protagonistinnen, die sie neu ausdeutet – wenn sie etwa auf die sinnlichen Aspekte der zur Schrecklichkeit verdammten, aber einst doch wunderschönen Medusa aus der antiken Mythologie abhebe. Musikalisch habe Cadotsch einen ganz eigenen, sofort wiedererkennbaren Sound. Ihre Stimme entfalte ohne Vibrato und ohne Druck – also quasi mit einem gewissen Understatement – eine enorme Intensität und das verlässlich immer in jedem musikalischen Kontext. Der Opener ihres neuen Albums klinge zunächst mehr nach Art Pop als nach Jazz. Doch genau dort seien die drei britischen Musiker zu verorten, die der Sängerin den spielerischen Kontext liefern: Absolute Spitzenkräfte des Jazz und schon seit Jahren auch im Trio Enemy für Furore sorgend.
Lucia Cadotschs Gesang ähnle dem der reifen Nina Simone – nicht, dass sie gleich klingen würden, aber beide böten einen ehrlichen Dialog auf Augenhöhe, verglich Will Stenger bei seiner Besprechung von Aki im Jazz Journal. Ihre intelligente, disziplinierte Herangehensweise dient eher dem Lied, als dass sie sich an das Publikum schmiegt. Beide vermeiden protzige Virtuosität und übertriebenen Gesang, der schnell zu Spannungen führe. Stattdessen hielten ihre „genauen Lesarten“ auch wiederholtem Hören stand und offenbarten neue Tiefen in den Liedern. Doch während Simone beispielsweise eine der besten Interpretinnen von Bob Dylan und Leonard Cohen war, liege der Geschmack Cadotschs eher bei Brian Eno, Luciano Berio und Bert Brecht/Kurt Weill, deren „Ballad of the Drowned Girl“ sie hier wieder aufgreife.